# فيفيان غراي
فيفيان غراي (بالإنجليزية: Vivean Gray)‏ هي ممثلة بريطانية، ولدت في 20 يوليو 1924 في المملكة المتحدة، وتوفيت في 28 يوليو 2016 بشوريهام في المملكة المتحدة.

## وصلات خارجية
- فيفيان غراي على موقع IMDb (الإنجليزية)
- فيفيان غراي على موقع ألو سيني (الفرنسية)
- فيفيان غراي على موقع أول موفي (الإنجليزية)
- فيفيان غراي على موقع قاعدة بيانات الأفلام السويدية (السويدية)
- فيفيان غراي على موقع قاعدة بيانات الفيلم (الإنجليزية)
- فيفيان غراي على موقع كينوبويسك (الروسية)